# Куглање на 9 чуњева
Куглање на 9 чуњева  је тип игре куглање који се углавном игра у Европи. Европска првенства се одржавају сваке године. Преко 90.000 чланова је у тимовима у Немачкој од око 130.000 куглаша у Европи. Србија, Швајцарска, Аустрија, Словенија, Хрватска, Мађарска, Босна и Херцеговина и Лихтенштајн су земље где се могу наћи куглане за куглање на 9 чуњева.

## Игра
Овај спорт је један од оних где играч кугла ("баца") куглом низ стазу до девет чуњева. Кугла је мања, како по димензијама тако и по маси, од кугле које се користи у US bowling-у, кугле могу имати две рупе за прсте или су без рупа. Стазе су дуже него код америчког система куглања. Чуњеви, за куглање на 9 чуњева, су на крају стазе постављени у облик квадрата који је ротиран тако да се једна од дијагонала квадрата поклапа са правцем стазе. Код већине аутомата на кугланама, чуњеви имају конопац на врху, којим су повезани за сам аутомат и који служи да се чуњеви подигну и поставе на чуњско постоље за следећи хитац. У Немачкој постоји четири типа аутомата за подизање чуњева.
Меч се игра са 120 хитаца на четири стазе. На свакој стази играч има по 30 кугли и то првих 15 на свих девет чуњева, на пуну поставу, и других 15, где не добија нову поставу док не поруши све чуњеве из претходне (чишћење).
У Швајцарској кугле су веће и масивније од кугли у америчком систему куглања. Постоје две рупе, једна за палац и друга за неки други прст.

## Поени
Поени се додају на следећи начин, за сваки оборен чуњ по један поен. Професионални играчи достижу и до 700 оборених чуњева, а у последње време и престижу тај резултат (у 120 хитаца).

## Контроверзност
Током 1930-их у неколико градова САД, куглање на 9 чуњева је било забрањено јер су радници радије одлазили на куглање него што су одрађивали своје норме. Ово је један од главних разлога за то што је куглање на десет чуњева тако популарно у САД, док је супротно томе у Европи популарније куглање на 9 чуњева.